# Leptoctenus byrrhus
Leptoctenus byrrhus is een spinnensoort in de taxonomische indeling van de kamspinnen (Ctenidae).
Het dier behoort tot het geslacht Leptoctenus. De wetenschappelijke naam van de soort werd voor het eerst geldig gepubliceerd in 1888 door Eugène Simon.